# Ред-Рівер комм'юніті коледж
Ред-Рівер комм'юніті коледж (частіше у скороченому вигляді: Ред-Рівер коледж) — розташований у місті Вінніпег, є найбільшим технічним навчальним закладом у провінції Манітоба, який щороку готує спеціалістів по більш ніж 200 програмам і налічує понад 30 000 студентів. Коледж складається із восьми кампусів: готує студентів для успішної кар'єри у провідних галузевих компаніях провінції.
Коледж пишається своїм рейтингом із показниками у 95% по працевлаштуванню студентів та в 93% — у задоволенні студентів надаваними ним програмами навчання. Від 6 000 до 8 000 студентів відвідують коледж у денній формі, крім них є студенти, які навчаються дистанційно або на вечірніх програмах. Ред-Рівер коледж щорічно приймає близько 300 іноземних студентів із 29 країн світу.
У Ред-Рівер коледжі є більш ніж 100 програм навчання в таких областях як біотехнології, будівельна та мультимедійна, бізнес та аерокосмічні програми, інженерні програми тощо.
Коледж пропонує програми навчання тривалістю в один, два та три роки. Підготовча програма «Англійська мова як друга мова для іноземних студентів» починається щомісяця. Вартість навчання по більшості популярних навчальних програмах коливається від $7 200 до $13 500 на рік.